# Banco de Israel
O Banco de Israel (em hebraico: בנק ישראל, em árabe: بنك إسرائيل‎‎) é um banco isralelense que cumpre a função de banco central do Estado de Israel. A sede do banco está situada em Kiryat HaMemshala, Jerusalém, com uma filial em Tel Aviv. A atual governadora da instituição é Karnit Flug.

## História
O Banco de Israel foi fundado no dia 24 de agosto de 1954, precedido pelo Bank Leumi Le-Israel, quando o Knesset aprova o ato do Banco de Israel, que cede as funções de emissão da moeda e a regulação do Ministério das Finanças ao banco recém-formado.
Em 2010, o Banco de Israel foi classificada em primeiro lugar entre os bancos centrais para o seu funcionamento eficiente, de acordo com Anuário de Competitividade Mundial do IMD.
Em março de 2010 o Knesset aprovou a nova lei do Banco de Israel, que entrou em vigor em 1 de junho de 2010, sendo com o objetivo de dar independência ao Banco de Israel em determinar politicas e como as implementar. A lei altera o quadro em que as principais decisões são tomadas no Banco de Israel. 
As decisões relativas à taxa de juros e à política monetária em geral serão feitas por um Comitê Monetário, enquanto as decisões administrativas serão aprovadas por um Conselho Administrativo.

## Governadores
- David Horowitz, 1954 – 1971
- Moshe Sanbar, 1971 – 1976
- Arnon Gafni, 1976 – 1981
- Moshe Mendelbaum, 1982 – 1986
- Michael Bruno, 1986 – 1991
- Jacob A. Frenkel, 1991 – 2000
- David Klein, 2000 – 2005
- Stanley Fischer, 2005 – 2013
- Karnit Flug, 2013 – 2018
- Nadine Baudot-Trajtenberg, 14 de novembro a 24 de dezembro de 2018
- Amir Yaron, 2018 – atual